# FrontBase
FrontBase to system zarządzania relacyjnymi bazami danych zgodny ze standardem SQL92.
Serwer charakteryzuje się wysoką niezawodnością działania i prostotą obsługi.
FrontBase jest stabilnym i skalowalnym produktem komercyjnym.

## Sterowniki i interfejsy programowania
- Apple WebObjects
- PHP
- Ruby
- Perl
- ODBC
- JDBC
- OmnisStudio
- REALBasic
- Tcl
- EOF
- FBAccess
- FBCAccess

## Platformy, dla których dostępny jest FrontBase
- MacOS X
- FreeBSD
- Linux
- Windows
- Solaris

Od kwietnia 2006 wszystkie wersje FrontBase są dostępne za darmo. Istnieje możliwość wykupienia wsparcia technicznego.